# AppleTree
AppleTree es una banda de rock colombiana surgida en Bogotá en 2012, conformada por Camilo Andrés Cárdenas (voz, guitarra), Álex González (bajo) y Cristian Galeano (batería). Su música está influenciada por bandas de indie rock con estética lo-fi como Pavement, Guided by Voices, Dinosaur Jr y Sebadoh.

## Draft (EP)
Graban su primer EP llamado "Draft" a mediados de 2012, una producción casera bajo la producción de Fabián Cárdenas. Este EP fue masterizado por Blue Mountain en Nashville, EE.UU. En octubre de 2012 Cristian se une la banda y dan sus primeros conciertos como acto de apertura de la banda británica The Palace of Justice en varias ciudades de Colombia.
"Draft" fue reseñado por blogs y medios especializados de Estados Unidos, Inglaterra, Alemania, Suiza, Canadá, México, Argentina, Costa Rica, Venezuela y Colombia. En 2013 AppleTree fue listado como una de las "siete bandas extranjeras que debes escuchar" por I.R.C. (U.S.A.)

## Stand Out of My Sunlight
En 2014 AppleTree publica el vídeo de su canción "Stand Out of my Sunlight" y anuncian su nuevo EP, que fue publicado algunas semanas  más tarde a través de su propio sello Elpatron Records. Este EP fue listado como uno de los 10 álbumes colombianos por Escena Indie, uno de los más importantes sitios web de música de Colombia.
Stand Out of my Sunlight (EP) fue grabado en Bogotá y masterizado en  UTC Studio, Stoke-on-Trent, Inglaterra. Este EP fue divulgado en estaciones radiofónicas británicas como los Radical's Rising y 6 Town Radio.
Subterranean Gardens, el segundo vídeo de este EP fue publicado en 2015. Este fue dirigido por Gabriel Muelle, colaborador de la banda, quién también estuvo a cargo del arte del EP.
En septiembre de 2015 publicaron el vídeo para "Witch-Hunt", el tercer vídeo para "Stand Out of my Sunlight".

## "Queens & Drones / Nube Blanca"
En octubre de 2015 AppleTree anuncia su gira de conciertos en Londres, donde tocan en locales legendarios de la capital británica como New Cross Inn, The Islington y 12 Bar. Para el videoclip de "Queens & Drones" colabora el artista colombiano Jorge W Vasco. En febrero de 2016, publican el sencillo doble "Queens & Drones/Nube Blanca" grabado durante en Londres por Rory Attwell, productor de bandas como The Vaccines, Palma Violets o Yuck.

## "Horas Perdidas"
A finales de 2017 AppleTree viaja a Nashville (TN) para grabar su primer álbum "Horas Perdidas" con la producción de Ken Coomer, miembro fundador de Wilco, en el estudio Cartoon Moon. Este trabajo fue mezclado por Patrick Miller y masterizado por Jonathan Pines en el Private Studio de Urbana. 
"Horas Perdidas" fue publicado en septiembre de 2018 a través de Elpatron Records con la canción "Horas Perdidas" como el sencillo principal. A finales de este mismo año el medio especializado This is Music nombré a "Horas Perdidas" como el lanzamiento #1 del año en Colombia El sencillo "Horas Perdidas" fue incluido en la lista de nuevas canciones colombianas de la revista Shock junto a artistas como Carlos Vives y J Balvin.

## Integrantes
- Camilo Andrés Cárdenas (Voz, Guitarra)
- Álex González (Bajo)
- Cristian Galeano (Batería)

## Discografía
- 2012 - Draft (EP)
- 2015 - Stand Out of my Sunlight (EP)
- 2016 - Queens & Drones / Nube Blanca (Sencillo)
- 2018 - Horas Perdidas

## Enlaces
- Sitio oficial